# 神原町 (浜松市)
神原町（かみはらちょう）は静岡県浜松市中央区の町名。丁番を持たない単独町名である。住居表示未実施。

## 地理
浜松市中央区の西部、神久呂地区の中西部に位置する。東で神ケ谷町、西で伊左地町、南で大久保町、北で西山町と接する。

### 河川
- 九領川

### 学区
小学校・中学校の学区は以下の通りである。
- 浜松市立神久呂小学校
- 浜松市立神久呂中学校

## 歴史

### 沿革
- 1889年（明治22年）4月1日 - 町村制の施行により、敷知郡神ケ谷村が周辺の村と合併して敷知郡神久呂村となる[WEB 8]。旧村名は神久呂村の大字として残る[書籍 1]。
- 1896年（明治29年）4月1日 - 郡制の施行により、神久呂村の所属郡が浜名郡に変更となる。
- 1955年（昭和30年）3月31日 – 神久呂村が浜松市に編入される。
- 1956年（昭和31年） – 大字神ケ谷は3つに分割され、神ケ谷町・神原町・西山町が新設される[書籍 2]。
- 2007年（平成19年）4月1日 - 浜松市が政令指定都市となる。神原町は西区の一部となる。
- 2024年（令和6年）1月1日 - 浜松市の行政区再編により、神原町は中央区の一部となる。

## 施設
- 浜松市神久呂協働センター
- 静岡県企業局西部事務所西遠支所神原浄水場
- JAとぴあ浜松神久呂支店（神ケ谷町より移転）
- 藤川板金塗装 本社
- TRINC中央デモセンター
- セブン-イレブン浜松神原町店

## 交通

### バス
- 遠鉄バス36ひとみヶ丘線：（浜松駅 方面 - ）神原 - 神原下 - 神久呂協働センター（ - 湖人見団地・山崎 方面）

## その他

### 警察
警察の管轄区域は以下の通りである。
| 番・番地等 | 警察署       | 交番・駐在所 |
| ---------- | ------------ | ------------ |
| 全域       | 浜松西警察署 | 神久呂交番   |

### 消防
消防の管轄区域は以下の通りである。
| 番・番地等 | 消防署   | 本署/出張所  |
| ---------- | -------- | ------------ |
| 全域       | 西消防署 | 大平台出張所 |

### 書籍
1. ↑  『浜松市史 三』浜松市役所、1980年3月26日、176頁。
2. ↑  『わがまち文化誌 ふるさと神久呂』浜松市、1992年3月31日、48頁。

### WEB
1. ↑  “h02_22.csv”.   総務省 (2022年2月10日). 2024年7月27日閲覧。
2. ↑  “chuouku_menseki.xlsx”.   浜松市 (2024年3月12日). 2024年7月27日閲覧。
3. ↑  “静岡県 浜松市中央区 神原町の郵便番号 - 日本郵便”.   日本郵便. 2025年2月15日閲覧。
4. ↑  “市外局番の一覧”.   総務省 (2022年3月1日). 2024年7月27日閲覧。
5. ↑  “事業所案内及び管轄地域（事務所3件、分室3件）”.   一般社団法人静岡県自動車会議所. 2024年7月27日閲覧。
6. ↑  “住居表示実施状況／浜松市”.   浜松市 (2024年1月4日). 2024年7月27日閲覧。
7. ↑  “学校名から探す／浜松市”.   浜松市 (2024年1月1日). 2024年7月27日閲覧。
8. ↑  “historyofcities.pdf”.   静岡県総務部合併推進室・財団法人静岡県市町村振興協会. 2024年9月26日閲覧。
9. ↑  “神久呂交番｜静岡県警察”.   静岡県警察 (2024年1月1日). 2024年7月27日閲覧。
10. ↑  “消防署の町別管轄「か」／浜松市”.   浜松市 (2020年3月25日). 2024年7月27日閲覧。